# Isidor Dolidze
Isidor Samsonowicz Dolidze (gruz. ისიდორე სამსონის ძე დოლიძე, ros. Исидор Самсонович Долидзе, ur. 23 marca?/5 kwietnia 1915 we wsi Chwarbeti w guberni kutaiskiej, zm. 17 lipca 1982 w Tbilisi) – gruziński prawnik i polityk.

## Życiorys
Od 1930 do 1933 uczył się w szkole budowlanej w Batumi, od 1933 do 1936 studiował na Wydziale Prawnym Tbiliskiego Uniwersytetu Państwowego, a od 1936 do 1938 w Swierdłowskim Instytucie Prawnym. W 1941 ukończył aspiranturę we Wszechzwiązkowym Instytucie Nauk Prawnych, uzyskując tytuł kandydata nauk prawnych, i podjął pracę naukową i pedagogiczną w Tbiliskim Uniwersytecie Państwowym, na którym w 1947 został dziekanem. Od 1939 należał do WKP(b). Od 31 grudnia 1948 do 15 listopada 1952 był szefem Zarządu ds. Sztuk przy Radzie Ministrów Gruzińskiej SRR, później kierował działem prawa państwowego Tbiliskiego Uniwersytetu Państwowego. Od 29 maja 1954 do 1957 był przewodniczącym Sądu Najwyższego Gruzińskiej SRR, od 29 maja 1957 do 23 maja 1960 sekretarzem KC Komunistycznej Partii Gruzji, następnie wiceprezesem Akademii Nauk Gruzińskiej SRR. W 1957 został doktorem nauk prawnych, w 1958 profesorem, a w 1960 akademikiem Akademii Nauk Gruzińskiej SRR. Był deputowanym do Rady Najwyższej ZSRR 5 kadencji. W 1965 otrzymał tytuł Zasłużonego Działacza Nauki Gruzińskiej SRR. Był odznaczony Orderem Czerwonego Sztandaru Pracy (1950) i Orderem „Znak Honoru”.